# GeForce 9 series

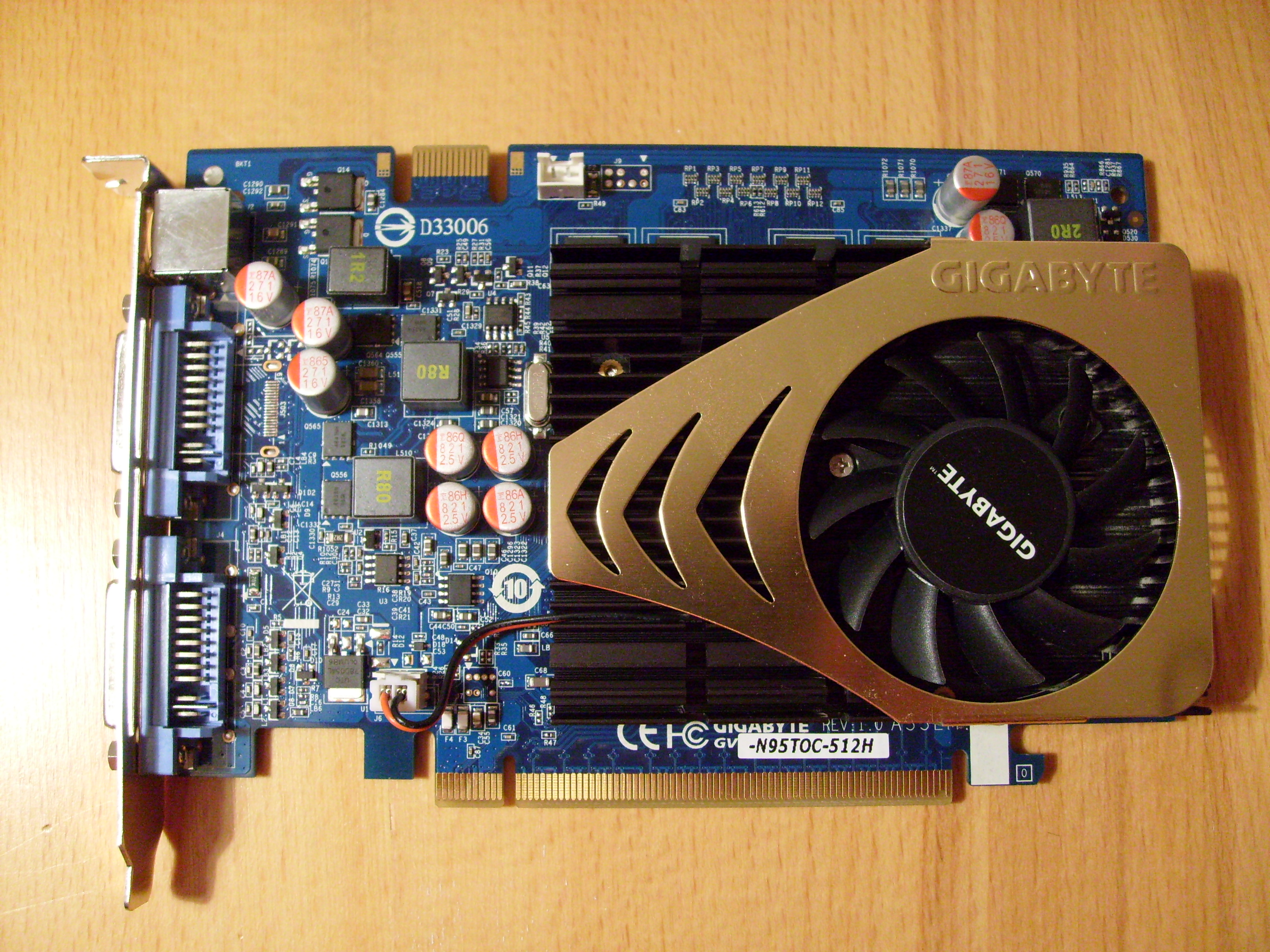
Gigabyte NVIDIA GeForce 9500 GT

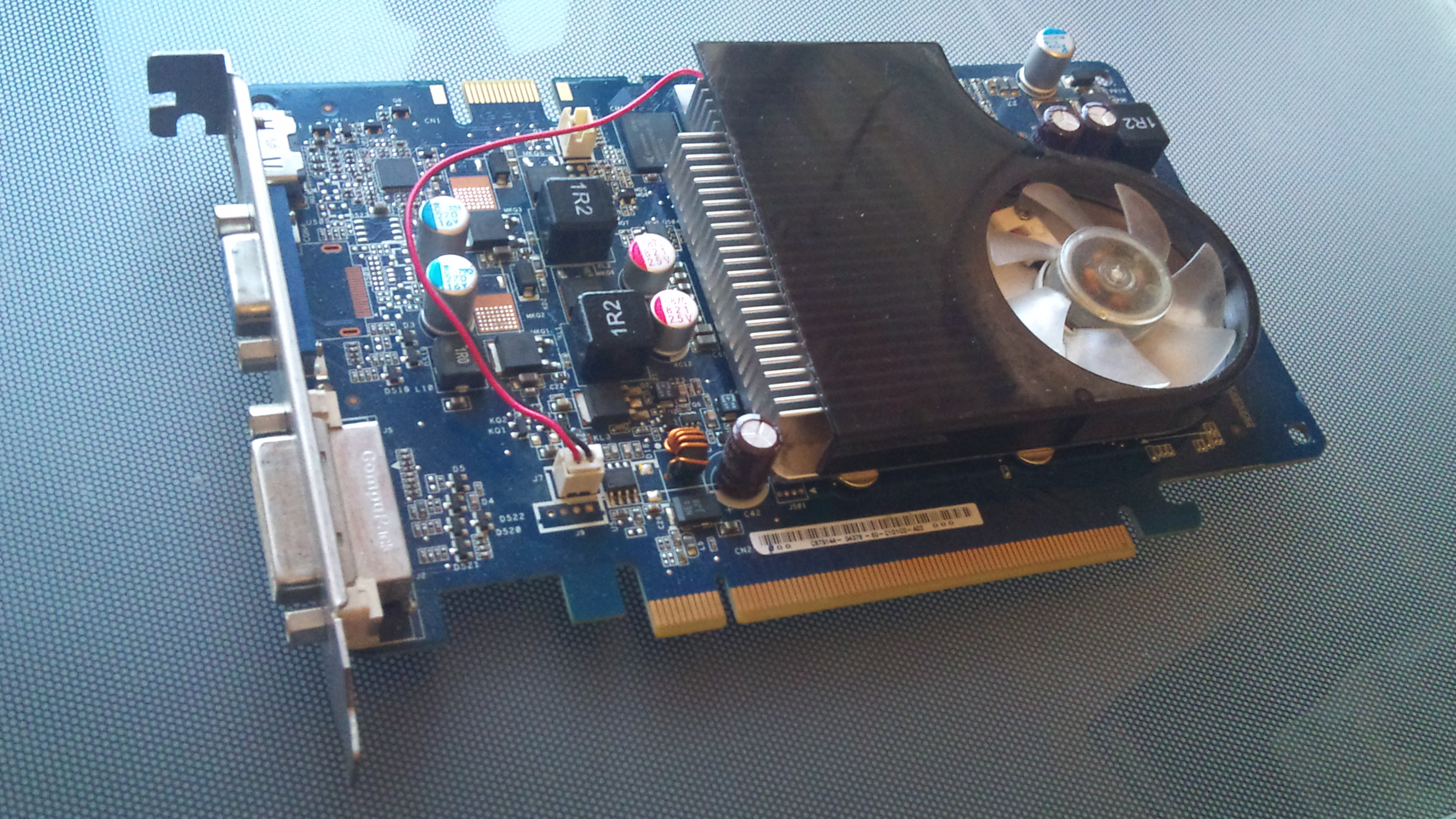
NVidia GeForce 9600GS

La sèrie GeForce 9 és la novena generació de la línia GeForce d'unitats de processament gràfic de Nvidia, la primera de les quals es va llançar el 21 de febrer de 2008. Els productes es basen en una microarquitectura de Tesla lleugerament renovada, afegint suport PCIe 2.0, color millorat i compressió z, i construït sobre un procés de 65 nm, més tard utilitzant procés de 55 nm per reduir el consum d'energia i la mida de la matriu (les GPU GeForce 8 G8x només admetien PCIe 1.1 i es van construir en procés de 90nm o 80nm).
| Model                         | Any               | Nom       | Fab (nm) | Transistors (Milions) | Grandària (mm2) |                   |              |         |    |     |     |
| ----------------------------- | ----------------- | --------- | -------- | --------------------- | --------------- | ----------------- | ------------ | ------- | -- | --- | --- |
| Model                         | Any               | Nom       | Fab (nm) | Transistors (Milions) | Grandària (mm2) | GeForce 9300 mGPU | October 2008 | MCP7A-S | 65 | 282 | 162 |
| GeForce 9400 mGPU             | October 2008      | MCP7A-U   | 65       | 282                   | 162             |                   |              |         |    |     |     |
| GeForce 9300 GE               | June 2008         | G98       | 65       | ?                     | 86              |                   |              |         |    |     |     |
| GeForce 9300 GS               | June 2008         | G98       | 65       | ?                     | 86              |                   |              |         |    |     |     |
| GeForce 9400 GT               | August 27, 2008   | G96a/b    | 65/55    | 314                   | 144             |                   |              |         |    |     |     |
| GeForce 9500 GT               | July 29, 2008     | G96a/b    | 65/55    | 314                   | 144             |                   |              |         |    |     |     |
| GeForce 9600 GSO              | May 2008          | G92       | 65       | 754                   | 324             |                   |              |         |    |     |     |
| GeForce 9600 GSO 512          | October 2008      | G94a/b    | 65/55    | 505                   | 240/196?        |                   |              |         |    |     |     |
| GeForce 9600 GT Green Edition | 2009              | G94b      | 55       | 505                   | 196?            |                   |              |         |    |     |     |
| GeForce 9600 GT               | February 21, 2008 | G94a/b    | 65/55    | 505                   | 240/196?        |                   |              |         |    |     |     |
| GeForce 9800 GT Green Edition | 2009              | G92b      | 55       | 754                   | 260             |                   |              |         |    |     |     |
| GeForce 9800 GT               | July 2008         | G92a/b/a2 | 65/55/65 | 754                   | 324/260/324     |                   |              |         |    |     |     |
| GeForce 9800 GTX              | April 1, 2008     | G92       | 65       | 754                   | 324             |                   |              |         |    |     |     |
| GeForce 9800 GTX+             | July 16, 2008     | G92b      | 55       | 754                   | 260             |                   |              |         |    |     |     |
| GeForce 9800 GX2              | March 18, 2008    | 2× G92    | 65       | 2× 754                | 2× 324          |                   |              |         |    |     |     |